# アリョーナ・カニシェワ
アリョーナ・ドミトリエヴナ・カニシェワ（ロシア語：Алёна Дмитриевна Канышева、ロシア語ラテン翻訳、Alena　Dmitorievna　Kanysheva、2005年6月15日 - ）は、ロシア、モスクワ出身の元フィギュアスケート選手（女子シングル、アイスダンス）。
2018年ジュニアグランプリファイナル3位、2018年JGPアルメニア・JGPオーストリア2位、ゴールデンベアオブザグレブ優勝。愛称は、アリョンカ（Алёнҡа）。
2019年‐2020年シーズンに、ケガによる女子シングル引退と、アイスダンスへの転向を発表した。2021年に競技を引退した。

## 経歴
2005年にモスクワで生まれた。四歳よりフィギュアスケートを始める。2015年までサンボ70クリスタルで、オクサナ・ブリチョワに師事、スノーレパードを経て、2019年4月に再びサンボ70クリスタルのエテリ・トゥトベリーゼの元へ。
2016年、初の国際大会となるタリン・トロフィーに出場し、韓国のユ・ヨン選手を破って優勝した。
2017年‐2018年シーズン、全露ノービス選手権（年長）で優勝、全露年長選手権で3位と好成績を残した。
2019年‐2020年シーズン、2季連続でナショナルチームに選抜された。8月～10月のJGPシリーズには怪我のため出場していない。2020年1月29日、アイスダンスへの転向を発表した。
2020年‐2021年シーズン、モスクワ東部のバラシバへ移籍した。
2022年インタビューでアイスダンスから引退し、コーチとしてフィギュアスケートに関わっていくと発表。

## 技術・演技
アクセルを除く5種類の3回転ジャンプを跳ぶ。コンボは、3Lz＋3T、3F＋3T、3Lz＋1Eu＋3Sなど。2Aを両手をあげて跳ぶ。
2019年春にトゥトベリーゼチームに移籍し、スケーティング技術が上達した。

## 主な戦績
マークが付いている大会はISU公認の国際大会。

### アイスダンス
- ピリンとのカップル

| 大会/年              | 2021- 22 |
| -------------------- | -------- |
| デニステンメモリアル | 5 J      |
| アイススター         | 1 J      |

### 女子シングル
| 大会/年                | 2016- 17 | 2017 -18 | 2018 -19 |
| ---------------------- | -------- | -------- | -------- |
| ロシアジュニア選手権   |          | 8        | 11       |
| Jrグランプリファイナル |          |          | 3        |
| JGPアルメニアン杯      |          |          | 2        |
| JGPオーストリア杯      |          |          | 2        |
| アジアの子供たち       |          |          | 2        |
| ゴールデンベア         |          |          | 1 J      |
| タリントロフィー       | 1 N      |          |          |

- J - ジュニアクラス
- N - ノービスクラス

### 詳細
パーソナルベストは太字で表示
| 2018-2019 シーズン     |                                                          |         |           |           |
| 開催日                 | 大会名                                                   | SP      | FS        | 結果      |
| 2019年2月1日 - 4日     | 2019年ロシアジュニア選手権（サランスク）                 | 9 67.66 | 13 112.72 | 11 180.38 |
| 2018年12月6日 - 9日    | ISUジュニアグランプリファイナル（バンクーバー）          | 3 68.66 | 3 129.48  | 3 198.14  |
| 2018年10月24日 - 28日  | 2018年ゴールデンベア ジュニアクラス（ザグレブ）          | 1 71.50 | 1 126.17  | 1 197.67  |
| 2018年10月10日 - 13日  | ISUジュニアグランプリシリーズ アルメニアン杯（エレバン） | 2 67.75 | 3 119.80  | 2 187.55  |
| 2018年8月29日 - 9月1日 | ISUジュニアグランプリシリーズ オーストリア杯（リンツ）   | 2 67.77 | 2 124.07  | 2 191.84  |

| 2017-2018 シーズン   |                                                    |         |          |          |
| 開催日               | 大会名                                             | SP      | FS       | 結果     |
| 2018年1月23日 - 26日 | 2018年ロシアジュニア選手権（サンクトペテルブルク） | 8 67.94 | 8 127.18 | 8 195.12 |

| 2016-2017 シーズン    |                                                 |         |         |          |
| 開催日                | 大会名                                          | SP      | FS      | 結果     |
| 2016年11月19日 - 27日 | 2016年タリントロフィー ノービスクラス（タリン） | 1 45.34 | 2 88.84 | 1 134.18 |

## プログラム使用曲
| シーズン  | SP                                                                                                | FS |
| --------- | ------------------------------------------------------------------------------------------------- | --- |
| 2019-2020 | 大地のプレリュード 作曲：ルドヴィコ・エイナウディ                                                 | 映画『つぐない』より 1.Farewell 2.come back 3.海辺のコテージ 作曲：ダリオ・マリアネッリ                                                     |
| 2018-2019 | the show must go on（月光ソナタ） 曲：クイーン 演奏：ナタリア・ポスノワ                           | 交響曲第一番「冬の日の幻想」より 第一楽章 冬の旅の幻想 第二楽章 陰気な土地 霧の土地 作曲：チャイコフスキー 演奏：ベルリン・フィルハーモニー |
| 2017-2018 | the show must go on（月光ソナタ） 曲：クイーン 演奏：ナタリア・ポスノワ                           | 映画『グレイト・ギャツビー』より Crazy In Love Hearts A Mess Catgroove 作曲：パロヴ・ステラー                                               |
| 2016-2017 | 映画『ブラックスワン』より perfection 作曲：クリント・マンセル 原曲：ピョートル・チャイコフスキー | 映画『グレイト・ギャツビー』より Crazy In Love Hearts A Mess Catgroove 作曲：パロヴ・ステラー                                               |
| 2015-2016 | 私は貴方を決して忘れない (Я тебя никогда не Ӟабуду) 作曲：ドミトリー・マリコフ                    | 『ロミオとジュリエット』より モンターギュ家とキャビレット家 作曲：セルゲイ・プロコフィエフ                                                  |